# Roi d'Arabie saoudite
Le roi d'Arabie saoudite (en arabe : ملك المملكة العربية السعودية) est le chef de l'État de l'Arabie saoudite en tant que monarque absolu. Cette monarchie est unifiée et proclamée par Abdelaziz ibn Saoud en 1932. Depuis le roi Fahd, soit 1986, il porte le titre de « Gardien des Deux Saintes Mosquées » (خادم الحرمين الشريفين), conjointement à la qualification de « majesté » (صاحب الجلالة).

## Rois d'Arabie saouditedepuis 1932
| N° | Portrait | Nom                                                                     | Début du règne    | Fin du règne    | Notes |
| -- | -------- | ----------------------------------------------------------------------- | ----------------- | --------------- | --- |
| 1  |          | Abdelaziz ben Abderrahmane Al Saoud (15 janvier 1876 - 9 novembre 1953) | 22 septembre 1932 | 9 novembre 1953 | Surnommé Ibn Séoud. Renverse l'émir de Riyad en 1902, roi du Hedjaz et du Nejd en 1927, il proclame en 1932 l'Arabie saoudite.                                                                            |
| 2  |          | Saoud ben Abdelaziz Al Saoud (12 janvier 1902 - 23 février 1969)        | 9 novembre 1953   | 2 novembre 1964 | Deuxième fils de Abdelaziz. Il est déposé et contraint à l'exil par son demi-frère Fayçal en 1964. |
| 3  |          | Fayçal ben Abdelaziz Al Saoud (avril 1906 - 25 mars 1975)               | 2 novembre 1964   | 25 mars 1975    | Troisième fils de Abdelaziz. Il est assassiné par son neveu Fayçal ben Moussaid en 1975. |
| 4  |          | Khaled ben Abdelaziz Al Saoud (13 février 1913 - 13 juin 1982)          | 25 mars 1975      | 13 juin 1982    | Cinquième fils de Abdelaziz. |
| 5  |          | Fahd ben Abdelaziz Al Saoud (16 mars 1921 - 1er août 2005)              | 13 juin 1982      | 1er août 2005   | Huitième fils de Abdelaziz et premier des sept Soudayri. Victime d'une grave attaque cérébrale en 1995 qui l'empêche d'exercer ses fonctions officielles, il laisse la régence à son demi-frère Abdallah. |
| 6  |          | Abdallah ben Abdelaziz Al Saoud (1er août 1924 - 23 janvier 2015)       | 1er août 2005     | 23 janvier 2015 | Dixième fils de Abdelaziz. |
| 7  |          | Salmane ben Abdelaziz Al Saoud (né le 31 décembre 1935)                 | 23 janvier 2015   |                 | Vingt-cinquième fils de Abdelaziz et sixième des sept Soudayri. |

## Longévité
- Règne le plus long : Fahd (23 ans, 1 mois et 19 jours)
- Règne le plus court : Khaled (7 ans, 2 mois et 19 jours)

- Roi ayant vécu le plus longtemps : Abdallah (90 ans)
- Roi ayant vécu le moins longtemps : Saoud (67 ans)

- Roi le plus âgé en début de règne : Abdallah (81 ans)
- Roi le plus âgé en fin de règne : Abdallah (90 ans)

- Roi le plus jeune en début de règne : Saoud (51 ans)
- Roi le plus jeune en fin de règne : Saoud (62 ans)